# Emily Berrington
Emily Berrington (nascuda el 7 de desembre de 1985) és una actriu anglesa que va interpretar a Simone Al-Harazi a 24: Live Another Day (2014) i Niska a la sèrie de televisió de Channel 4 i AMC Humans (2015-2018).

## Carrera
Berrington va estar involucrada en el drama juvenil, però va seguir una carrera en política, treballant a la Cambra dels Comuns per a la diputada del Partit Laborista Siobhain McDonagh de la circumscripció londinenca de Mitcham i Morden. El 2009 va guanyar una plaça per estudiar interpretació a la Guildhall School of Music and Drama, i es va graduar el 2012.
Mentre estudiava va participar en la producció del Teatre Almeida de Children's Children, i també en The Look of Love de Michael Winterbottom.
El 2013 va interpretar a Jane Shore al drama històric The White Queen, i el 2014 va fer de Stacey a la sitcom Outnumbered de la BBC i de Simone Al-Harazi a la sèrie de suspens 24: Live Another Day. El seu personatge a 24 havia estat planejat per aparèixer en dos episodis, però es va ampliar a set. El seu primer paper secundari important va ser a la comèdia The Inbetweeners 2 de 2014.
Entre el 2015 i el 2018 va retratar Niska a la sèrie de televisió Humans de Channel 4, en 24 episodis durant tres temporades.
Del 2017 al 2020 va interpretar a Chloe a la comèdia Relativity de Richard Herring a BBC Radio 4.